# Parque del Valle de Hebrón
El parque del Valle de Hebrón (en catalán: parc de la Vall d'Hebron) se encuentra en el barrio homónimo del distrito de Horta-Guinardó de Barcelona. Fue creado en 1992 en el contexto de los Juegos Olímpicos, con un proyecto elaborado por Eduard Bru.

## Descripción

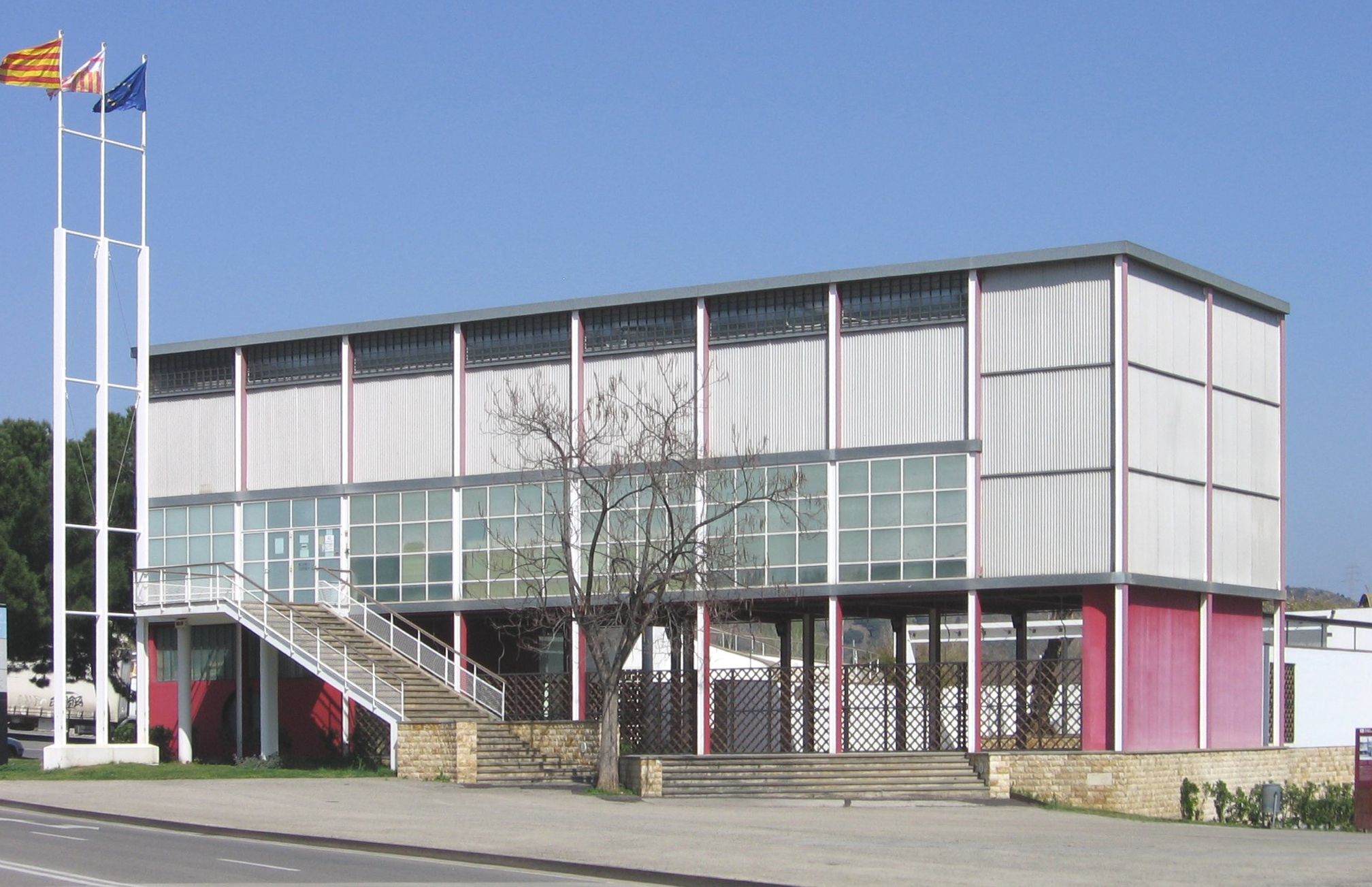
Pabellón de la República Española.

El área de El Valle de Hebrón fue uno de los espacios principales donde se celebraron los Juegos Olímpicos de Barcelona de 1992, junto a la Villa Olímpica y la montaña de Montjuïc. Aquí se construyó la Villa Olímpica de Prensa (obra de Carlos Ferrater), para albergar los periodistas y corresponsales acreditados para los Juegos, así como diversas instalaciones deportivas, como el centro municipal de tenis Vall d'Hebron (obra de Tonet Sunyer), el Campo de Tiro con Arco (Carme Pinós y Enric Miralles) y el Pabellón del Valle de Hebrón (Jordi Garcés y Enric Sòria). 
El parque es un espacio heterogéneo que une diversos puntos verdes de la zona, ubicados entre las diferentes instalaciones deportivas construidas para los Juegos. Se estructura en una serie de plazas a distintos niveles, algunas sombreadas con pérgolas, mientras que otros espacios acogen una vegetación de aspecto rural, como cañizares y colinas tapizadas de hiedra. Se construyó con un diseño de estilo posmoderno, lo que se denota en detalles como el pavimento de goma en algunas zonas, que se hunde al pisarlo como si fuera terreno natural, o la utilización en algunos parajes de césped sintético, de colores tan singulares como el amarillo.
En el ámbito del parque se encuentra una réplica del Pabellón de la República Española construido para la Exposición Internacional de París de 1937, obra de los arquitectos Josep Lluís Sert y Luis Lacasa, donde fue expuesto por primera vez el Guernica de Picasso. 
En cuanto a arte público, el recinto del parque alberga tres esculturas de grandes dimensiones: Forma y espacio, de Eudald Serra, una figura en principio abstracta aunque recuerda o bien una silla o bien un caballo, de seis metros de altura y elaborada en hierro; Dime, dime, querido, de Susana Solano, es una obra igualmente abstracta, formada por cuatro láminas de acero, de ocho metros de altura; y Cerillas, de Claes Oldenburg, de 20 metros de altura, que semeja una caja de cerillas dispuestas en varias posiciones, algunas en el suelo como si ya hubiesen sido usadas, en una reinterpretación del pop-art de moda en los años 1960. También hay una fuente colocada como conmemoración de los Juegos Olímpicos, llamada Cabriola, de Juan Bordes, que tenía una escultura de un niño dando una voltereta, aunque lamentablemente fue robada.
En el recinto del parque se encuentra también el Depósito de vehículos de San Ginés, el cuartel de la Guardia Urbana de Horta-Guinardó, los campos municipales de rugby y fútbol la Teixonera Olímpics, el campo municipal de fútbol Valle de Hebrón y la piscina municipal de La Clota.

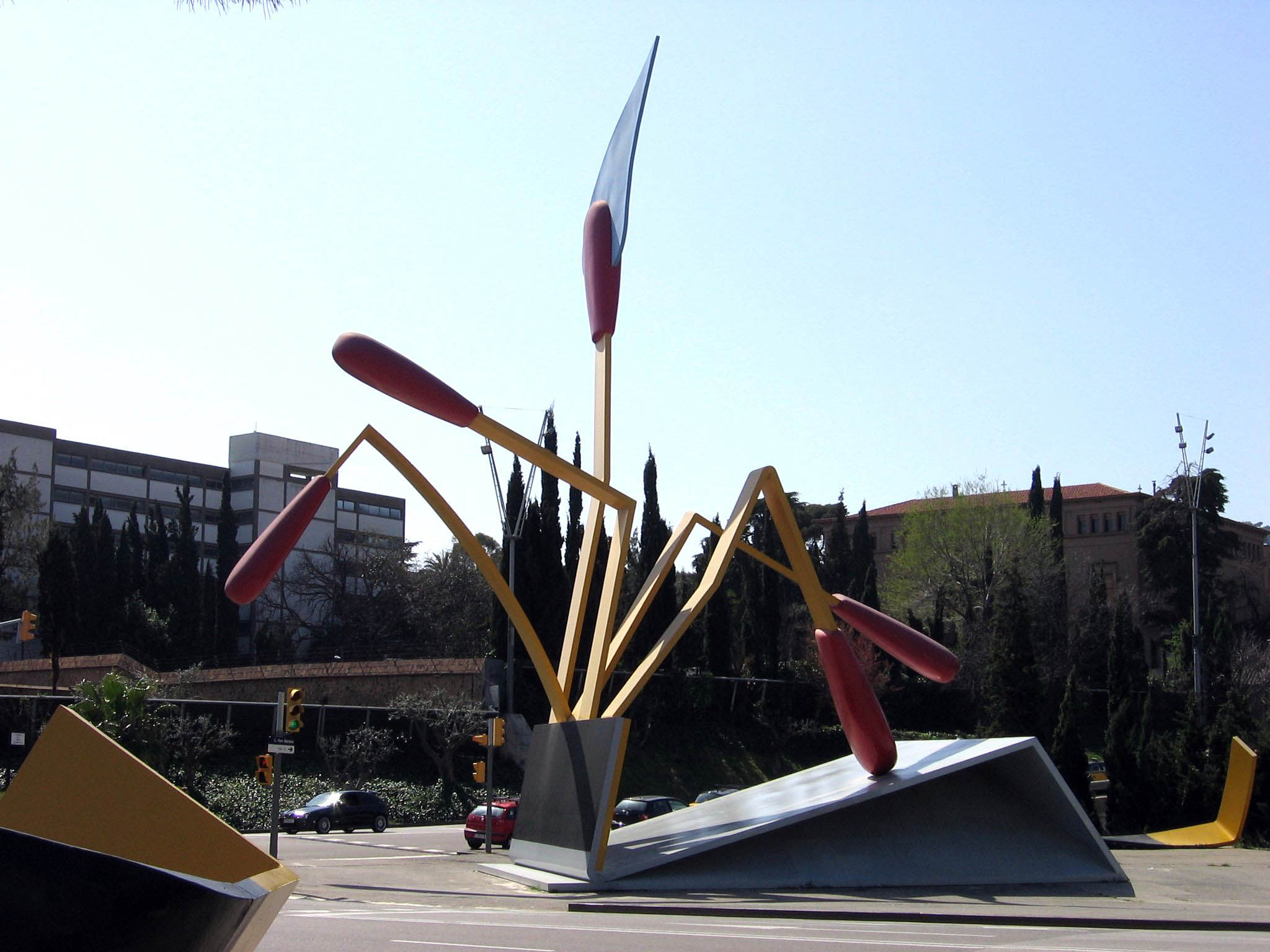
Cerillas, de Claes Oldenburg.
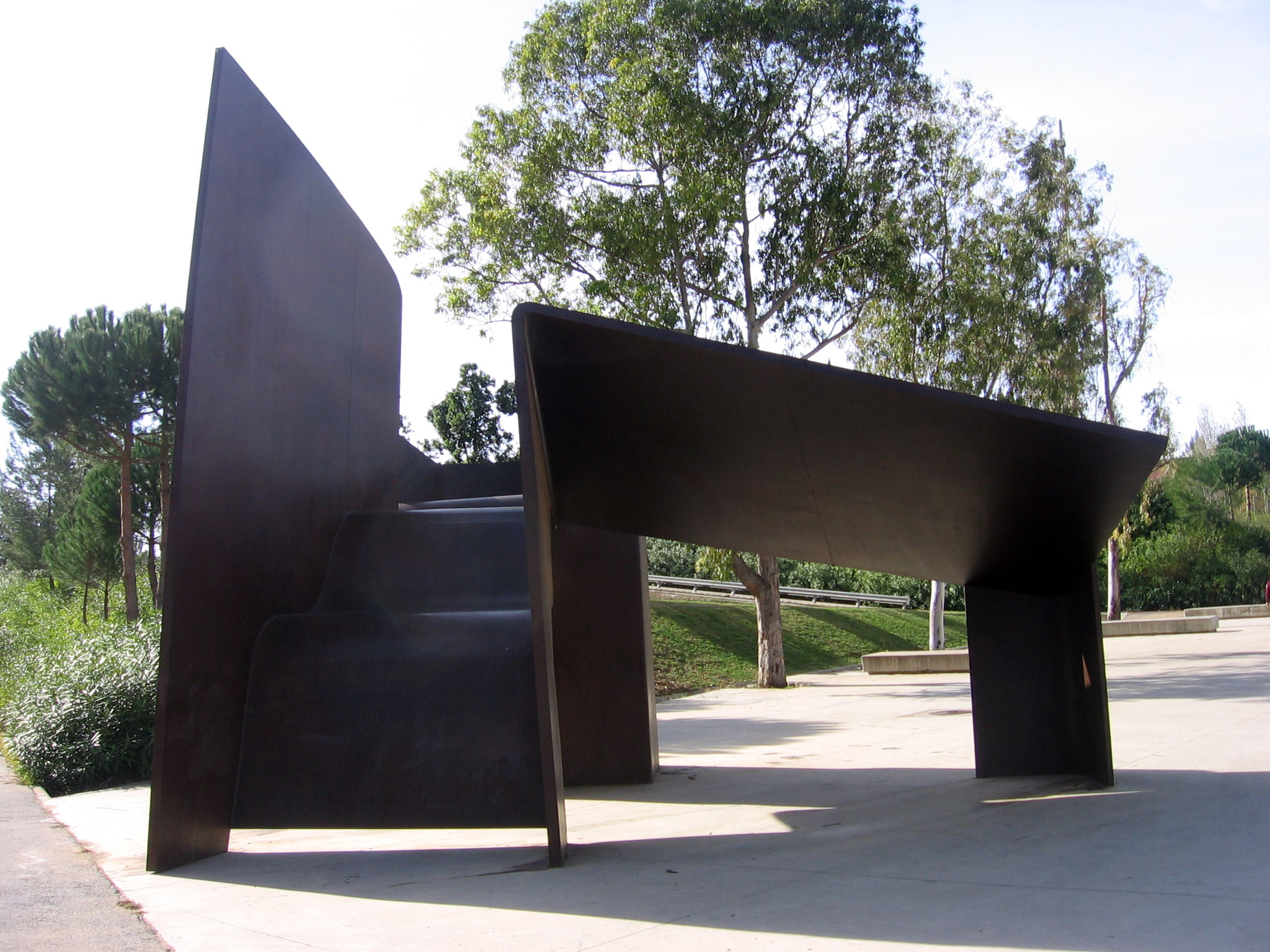
Dime, dime, querido, de Susana Solano.
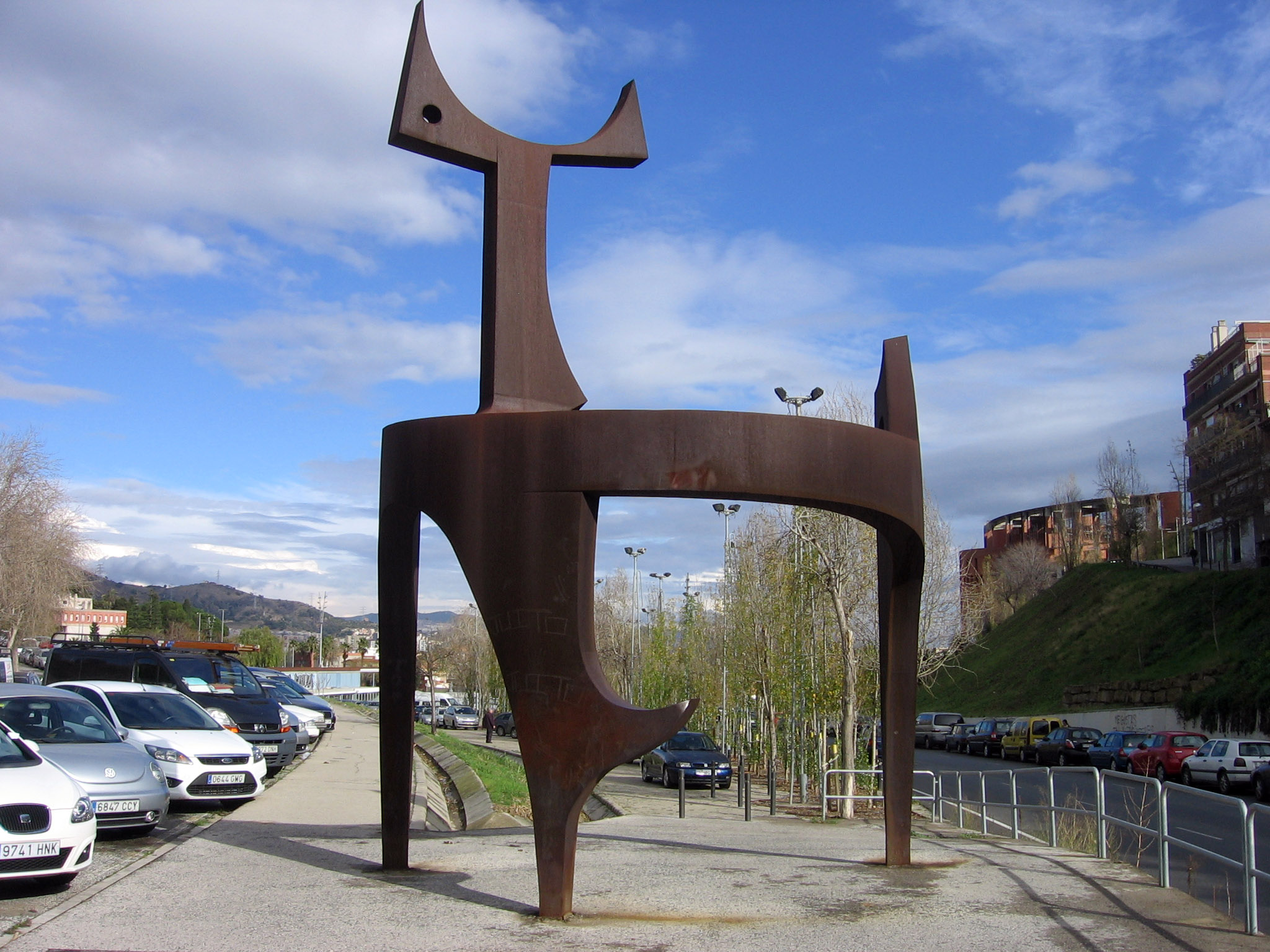
Forma y espacio, de Eudald Serra.
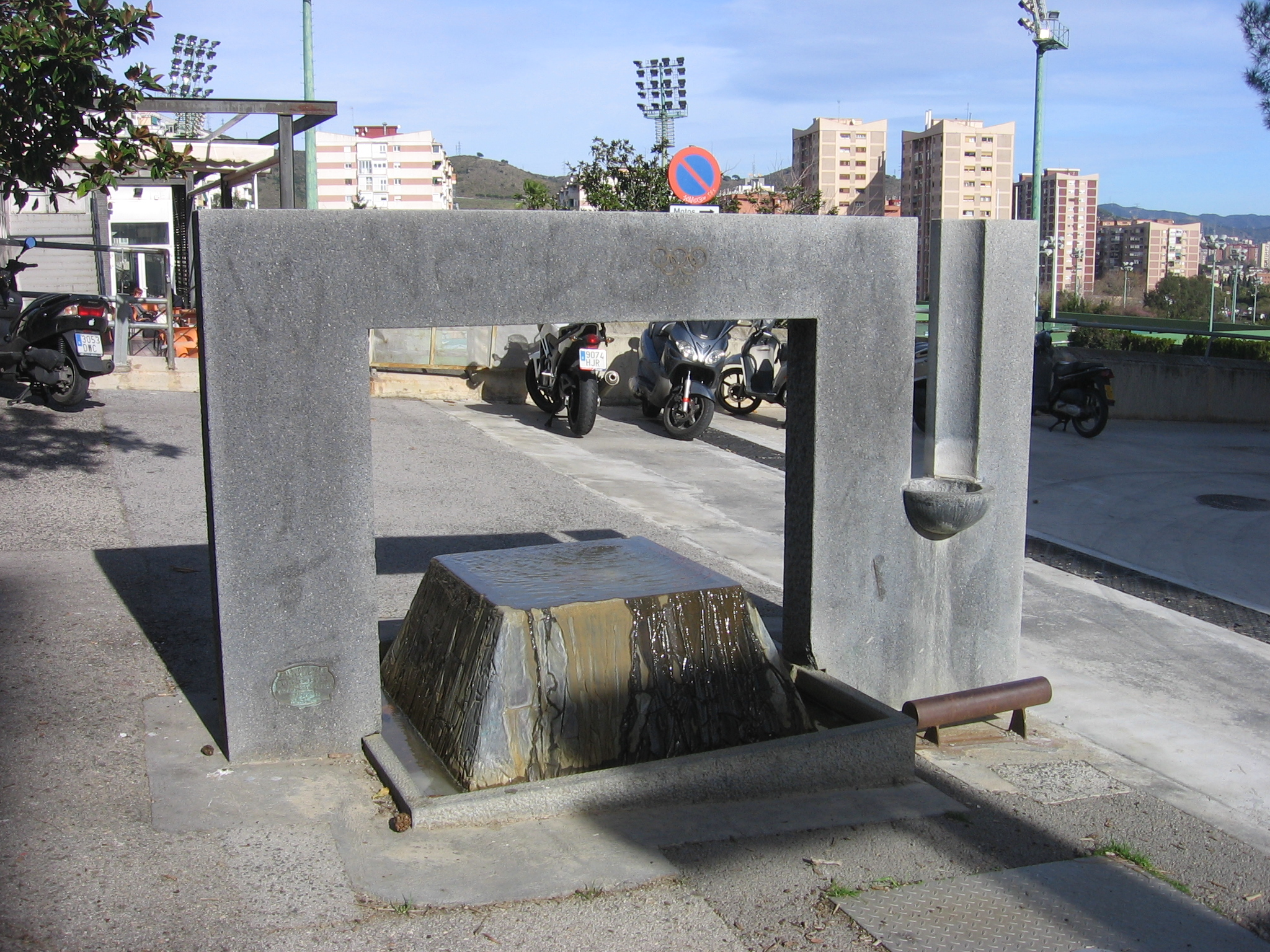
Cabriola, de Juan Bordes.

## Vegetación
Entre las especies presentes en el parque se hallan: la palmera washingtonia (Washingtonia robusta), el pino blanco (Pinus halepensis), la caña (Arundo donax), el ciprés (Cupressus sempervirens), el eucalipto (Eucalyptus globulus), el pino piñonero (Pinus pinea), el olivo (Olea europaea), el álamo blanco (Populus alba), el chopo (Populus nigra "Italica"), la palmera de Canarias (Phoenix canariensis), la palmera datilera (Phoenix dactylifera), el almez (Celtis australis), la tipuana (Tipuana tipu), la jacaranda (Jacaranda mimosifolia), la adelfa (Nerium oleander), la hiedra (Hedera helix), etc.